# Ligne 28A du tramway de Budapest
 (janvier 2022).
Si vous disposez d'ouvrages ou d'articles de référence ou si vous connaissez des sites web de qualité traitant du thème abordé ici, merci de compléter l'article en donnant les références utiles à sa vérifiabilité et en les liant à la section « Notes et références ».
Pour les articles homonymes, voir Ligne 28.
La ligne 28A du tramway de Budapest (en hongrois : budapesti 28A jelzésű villamosvonal) circule entre Blaha Lujza tér, Népszínház utca et Újköztemető, Kozma utca. Cette ligne circule du centre-ville vers la périphérie de Budapest, traversant du côté de Pest les quartiers de Józsefváros, Kőbánya et Újhegy. Elle dessert le cimetière national de Fiumei út, le Marché de Józsefváros, la Gare de Budapest-Kőbánya alsó et le nouveau cimetière municipal.